# Saison 11 de The Walking Dead
Chronologie
Saison 10
La onzième saison de  The Walking Dead, série télévisée américaine inspirée de la bande dessinée du même nom de Robert Kirkman et Charlie Adlard, est constituée de vingt-quatre épisodes, diffusée du 22 août 2021 au 20 novembre 2022 sur AMC, aux États-Unis. Cette saison, la plus longue de toute la série, est également la dernière.
Cette saison suit les aventures de Daryl Dixon et son groupe, de l'arrivée de Maggie Greene et Negan à Washington pour rechercher des vivres pour Alexandria jusqu'au départ de Daryl pour rechercher Rick Grimes.

## Généralités
La trame de l'histoire et l'évolution des personnages de la série télévisée sont indépendantes des comics dont elle s'inspire.
Après un phénomène d'origine virale qui a subitement transformé la majeure partie de la population mondiale en « rôdeurs » (ou morts-vivants), un groupe d'Américains tente de survivre tant bien que mal.

## Synopsis
L'histoire se concentre sur la rencontre du groupe avec le Commonwealth, un vaste réseau de communautés disposant d'un équipement de pointe et de plus de cinquante mille survivants vivant dans différentes colonies. Avec également une confrontation du groupe avec les Faucheurs, une mystérieuse faction de survivants hostiles qui ont attaqué et pris Meridian, l'ancienne colonie de Maggie (Lauren Cohan).

## Distribution

### Acteurs principaux
- Norman Reedus (VF : Emmanuel Karsen) : Daryl Dixon
- Melissa McBride (VF : Françoise Rigal) : Carol Peletier
- Lauren Cohan (VF : Marie Giraudon) : Maggie Rhee
- Josh McDermitt (VF : Ludovic Baugin) : Eugene Porter
- Christian Serratos (VF : Adeline Chetail) : Rosita Espinosa
- Seth Gilliam (VF : Serge Faliu) : le père Gabriel Stokes
- Ross Marquand (VF : Thibaut Lacour puis Marc Arnaud) : Aaron
- Khary Payton (VF : Rody Benghezala) : Ezekiel
- Callan McAuliffe (VF : Nicolas Dussaut) : Alden (épisodes 1 à 9)
- Cooper Andrews (VF : Nathanel Alimi) : Jerry
- Jeffrey Dean Morgan (VF : Jérémie Covillault) : Negan Smith
- Eleanor Matsuura (VF : Claire Beaudoin) : Yumiko Okumura (co-principale épisodes 1 à 16)
- Nadia Hilker (VF : Audrey Sablé) : Magna (co-principale épisodes 1 à 16)
- Angel Theory (VF : Laure Filiu) : Kelly (récurrente épisodes 1 à 16)
- Lauren Ridloff : Connie (co-principale épisodes 6 à 16)
- Cailey Fleming (VF : Claire Baradat) : Judith Grimes (co-principale épisodes 1 à 16)
- Cassady McClincy (VF : Lisa Caruso) : Lydia (co-principale épisodes 1 à 16)
- Paola Lazaro (VF : Fily Keita) : Juanita « Princesse » Sanchez (co-principale épisodes 1 à 16)
- Michael James Shaw (VF : Cyprien Fiassé) : Michael Mercer (co-principal épisodes 1 à 16)
- Josh Hamilton (VF : Xavier Béja) : Lance Hornsby (co-principal épisodes 5 à 16)
- Laila Robins (VF : Juliette Degenne) : Pamela Milton (co-principale épisodes 10 à 16)

### Acteurs co-principaux
- Margot Bingham (VF : Annie Milon) : Maxxine Mercer / Stéphanie
- Lynn Collins (VF : Hélène Bizot) : Leah Shaw (épisodes 4 à 16)

### Acteurs récurrents
- Okea Eme-Akwari (VF : Alex Fondja) : Elijah (18 épisodes)
- Kien Michael Spiller : Hershel Rhee (14 épisodes)
- Antony Azor (VF : Karl-Line Heller) : R. J. Grimes (11 épisodes)
- Anabelle Holloway : Gracie (8 épisodes)
- Ian Anthony Dale (VF : Stéphane Fourreau) : Tomichi Okumura (7 épisodes)
- Teo Rapp-Olsson (VF : Alan Aubert-Carlin) : Sebastian Milton (7 épisodes)
- Chelle Ramos : Shira (7 épisodes)
- Nadine Marissa (VF : Vanessa Van-Geneugden) : Nabila (6 épisodes)
- Kerry Cahill (VF : Myrtille Bakouche) : Dianne (5 épisodes)
- Glenn Stanton (VF : David Brécourt) : Frost (5 épisodes)
- Alex Meraz (VF : Julien Meunier) : Brandon Carver (4 épisodes)
- Michael Tourek :  Roman Calhoun (4 épisodes)
- Ritchie Coster (VF : Philippe Peythieu) : Le Pape (Pope en VO) (4 épisodes)
- Alex Sgambati : Jules Butler (3 épisodes)
- James Devoti : Cole (3 épisodes)
- Laurie Fortier : Agatha (3 épisodes)
- Marcus Lewis : Duncan (3 épisodes)
- Dan Fogler (VF : Jérémie Bédrune) : Luke Abrams (3 épisodes)
- Mandi Christine Kerr : Barbara (2 épisodes)
- Kevin Carroll (VF : Daniel Lobé) : Virgil (2 épisodes)
- Jackson Pace (VF : Arthur Raynal) : Gage (2 épisodes)
- C. Thomas Howell : Roy (2 épisodes)
- Courtney Dietz : Kayla (2 épisodes)
- Avianna Mynhier : Rachel Ward (2 épisodes)
- Gustavo Gomez (VF : Joachim Salinger) : Marco (2 épisodes)
- Jesse Boyd : le Wolf blond (2 épisodes)

### Invités
- Andrew Lincoln (VF : Tanguy Goasdoué) : Rick Grimes (épisode 24)
- Danai Gurira (VF : Laura Zichy) : Michonne (épisode 24)
- Lennie James (VF : Thierry Desroses) : Morgan Jones (épisode 24 - apparition vocale)

## Production

### Développement
Le 9 septembre 2020, la série a été renouvelée pour une onzième et dernière saison.
Elle sera toujours dirigée par le nouveau showrunner Angela Kang, qui remplace Scott M. Gimple (en) depuis la neuvième saison.

### Attribution des rôles
En octobre 2019, Lauren Cohan annonce qu'elle reviendra lors de la onzième saison.

### Tournage
Le tournage a commencé en février 2021.

### Diffusions
Elle est diffusée à partir du 22 août 2021 sur AMC, aux États-Unis.

## Liste des épisodes
1. Achéron, première partie
2. Achéron, deuxième partie
3. Traqués
4. Extradition
5. Sous les cendres
6. Infiltré
7. Promesses non tenues
8. Offensive
9. Pas le choix
10. Nouveaux repaires
11. Transfuges
12. Les Chanceux
13. Chefs de guerre
14. Pourri en son sein
15. Confiance
16. Catastrophes naturelles
17. Confinement
18. Un nouveau pacte
19. Un variant
20. Ce qu'on a perdu
21. Avant-poste 22
22. Foi
23. Famille
24. Repose en paix

### Épisode 1:Achéron, première partie
- États-Unis : 
  - 15 août 2021 sur AMC+
  - 22 août 2021 sur AMC
- France : 
  - 23 août 2021 sur OCS Choc (en VOSTFr)
  - novembre 2021 sur OCS Choc (en VF)
- Belgique : 
  - 23 août 2021 sur Disney+ (en VOSTFr)
  - 25 septembre 2021 sur Disney+ (en VF)
  - 23 août 2021 sur Be Séries (en VOSTFr)

- États-Unis : 2,22 millions de téléspectateurs[2] (première diffusion)

- Carrie Genzel (Clark)
- Matthew Cornwell (Evans)
- Mariana Novak (Femme soldat)
- Brandon O'Dell (un réfugié)
- Mala Bhattach (une réfugiée)
- Joshua Haire (l'homme étrange)

À la suite de la guerre contre les Chuchoteurs et les attaques de rôdeurs, Alexandria est presque en ruines et la nourriture commence à manquer, malgré un raid dans une base militaire pour récupérer des rations.
Maggie parle alors aux autres de l'endroit où elle vivait à Washington, qui regorge de vivres, mais est actuellement occupé par de nouveaux ennemis : les Faucheurs.
Avec un petit groupe, composé de Maggie, Daryl, Gabriel, Alden, Roy, Gage, Cole, Duncan, Elijah, Frost, Agatha ainsi que le chien et Negan qui connait la ville, ils décident de s'y rendre récupérer de quoi renforcer Alexandria, ainsi que de la nourriture.
Arrivés à Washington, surpris par la pluie, ils décident de se réfugier dans le métro et de prendre un raccourci en suivant les lignes malgré la réticence de Negan car l'endroit est infesté de rôdeurs.
Pendant ce temps-là, Eugene, Yumiko, Princesse et Ezekiel subissent les interrogatoires d'un groupe paramilitaire qui se déclare appartenir à un plus grand groupe : le Commonwealth. Ils finissent par déduire que ces questions constituent un test pour savoir s'ils doivent être tués ou peuvent être admis dans la communauté. Princesse arrive en observant ses geôliers à trouver une faille dans la sécurité de leur prison. Le groupe arrive à subtiliser des tenues de soldats et à s'échapper, mais Yumiko, ayant retrouvé la trace de son frère, ne désire plus partir.
Pendant ce temps, le groupe de Maggie, Daryl et les autres découvrent qu'à un endroit, le tunnel est écroulé avec un wagon de métro en travers et sont bientôt attaqués par des centaines de rôdeurs.

### Épisode 2:Achéron, deuxième partie
- États-Unis : 
  - 22 août 2021 sur AMC+
  - 29 août 2021 sur AMC
- France : 
  - 30 août 2021 sur OCS Choc (en VOSTFr)
  - novembre 2021 sur OCS Choc (en VF)
- Belgique : 
  - 30 août 2021 sur Disney+ (en VOSTFr)
  - 25 septembre 2021 sur Disney+ (en VF)
  - 30 août 2021 sur Be Séries (en VOSTFr)

- États-Unis : 1,99 million de téléspectateurs[3] (première diffusion)

- Carrie Genzel (Clark)
- Matthew Cornwell (Evans)
- Mariana Novak (une femme soldat)
- Marcello Audino (le soldat Vazquez)
- Jacob Young (Deaver)
- Branton Box (Fisher)
- Michael Shenefelt (Bossie)
- Eric LeBlanc (Powell)
- Robert Hayes (Paul Wells)
- Ethan McDowell (Washington)
- Dane Davenport (Ancheta)
- Zac Zedalis (Boone)
- Lex Lauletta (Austin)
- Hans Christopher (Nicholls)
- Jason Fernandes (Livits)

### Épisode 3:Traqués
- États-Unis : 5 septembre 2021 sur AMC
- France : 
  - 6 septembre 2021 sur OCS Choc (en VOSTFr)
  - novembre 2021 sur OCS Choc (en VF)
- Belgique :
  - 6 septembre 2021 sur Disney+ (en VOSTFr)
  - 11 octobre 2021 sur Disney+ (en VF)
  - 6 septembre 2021 sur Be Séries (en VOSTFr)

- États-Unis : 1,87 million de téléspectateurs[4] (première diffusion)

- Hans Christopher (Nicholls, un Faucheur)
- Michael Shenefelt (Bossie, un Faucheur)
- Eric LeBlanc (Powell, un Faucheur)

### Épisode 4:Extradition
- États-Unis : 12 septembre 2021 sur AMC
- France : 
  - 13 septembre 2021 sur OCS Choc (en VOSTFr)
  - novembre 2021 sur OCS Choc (en VF)
- Belgique : 
  - 13 septembre 2021 sur Disney+ (en VOSTFr)
  - 13 septembre 2021 sur Be Séries (en VOSTFr)

- États-Unis : 1,88 million de téléspectateurs[5] (première diffusion)

- Michael Shenefelt (Bossie)
- Eric LeBlanc (Powell)
- Robert Hayes (Paul Wells)
- Ethan McDowell (Washington)
- Dane Davenport (Ancheta)
- Zac Zedalis (Boone)
- Lex Lauletta (Austin)

### Épisode 5:Sous les cendres
- États-Unis : 19 septembre 2021 sur AMC
- France : 
  - 20 septembre 2021 sur OCS Choc (en VOSTFr)
  - décembre 2021 sur OCS Choc (en VF)
- Belgique : 
  - 20 septembre 2021 sur Disney+ (en VOSTFr)
  - 20 septembre 2021 sur Be Séries (en VOSTFr)

- États-Unis : 1,91 million de téléspectateurs[6] (première diffusion)

- Pilot Bunch (Vincent)
- Matt Mercurio (Charles)
- Rebecca Ray (Elaine)
- Ryan Vo (gratte-papier du Commonwealth)
- Franco Barberis (John)
- Micah King (Ezra)
- Autumn Azul (Aliyah)

Carol, Aaron, Jerry et Lydia se rendent dans les ruines de la Colline pour chercher des pièces de la forge et y découvrent un petit groupe de Chuchoteurs encore en vie. Jerry retrouve parmi eux le foulard de Nabila, ce qui le met en rage. Exigeant des informations, Aaron torture le chef, qui insiste sur le fait qu'ils ne sont plus une menace. Carol arrête Aaron avant qu'il ne fasse quelque chose qu'il pourrait regretter. En échange de sa vie épargnée, le Chuchoteur informe le groupe du dernier endroit où il a observé Connie. Ils décident de partir le lendemain matin à sa recherche. À Alexandria, Judith se heurte aux adolescents locaux.
Ailleurs, Eugene, Ezekiel, Yumiko et Princesse visionnent une vidéo de présentation du Commonwealth, puis découvrent la ville et retrouvent la civilisation d'avant. Yumiko retrouve son frère, Tomi. Alors qu’Eugene mange une glace avec Stephanie, elle lui propose de l'aider à contacter Alexandria à la radio. Après avoir contacté Rosita et Judith, ils sont capturés par des soldats de la communauté et placés en état d'arrestation, mais sont rapidement relâchés sur ordre de Lance Hornsby, le sous-gouverneur et directeur des opérations.

### Épisode 6:Infiltré
- États-Unis : 26 septembre 2021 sur AMC
- France : 
  - 27 septembre 2021 sur OCS Choc (en VOSTFr)
  - décembre 2021 sur OCS Choc (en VF)
- Belgique : 
  - 27 septembre 2021 sur Disney+ (en VOSTFr)
  - 27 septembre 2021 sur Be Séries (en VOSTFr)

- États-Unis : 1,78 million de téléspectateurs[7] (première diffusion)

- Eric LeBlanc (Powell)
- Ethan McDowell (Washington)
- Brandon Heath Jones (un cannibale)
- Chelsea Reuter Goddard (un cannibale)

Connie et Virgil ont survécu ensemble et sont poursuivis par des rôdeurs jusque dans un manoir peuplé par un groupe de personnes devenues folles, qui ont eu recours au cannibalisme sauvage pour survivre. Le couple est capable de vaincre la plupart des cannibales et est sauvé par un groupe composé de Kelly, Magna, Carol et Rosita, les sœurs étant enfin réunies.

### Épisode 7:Promesses non tenues
- États-Unis : 3 octobre 2021 sur AMC
- France : 
  - 4 octobre 2021 sur OCS Choc (en VOSTFr)
  - décembre 2021 sur OCS Choc (en VF)
- Belgique : 
  - 4 octobre 2021 sur Disney+ (en VOSTFr)
  - 4 octobre 2021 sur Be Séries (en VOSTFr)

- États-Unis : 1,89 million de téléspectateurs[8] (première diffusion)

- Eric LeBlanc (Powell)
- Ethan McDowell (Washington)
- Robert Hayes (Paul Wells)
- Lex Lauletta (Austin)
- Dane Davenport (Ancheta)
- Courtney Dietz (Kayla)
- Jason Turner (Marcus Colvin)
- Liz McGeever (la jeune mère)
- Brisco de Poalo (l'enfant)
- Jason Fernandes (le soldat Livits)
- Terrance James (le soldat Zell)

Au Commonwealth, Eugene, Ezekiel, Princesse et Stephanie sont condamnés à des travaux d'intérêt général pour dégager les rôdeurs de bâtiments à réhabiliter. Pendant cette corvée, Eugene et Stephanie sauvent Sebastian Milton, le fils du gouverneur Pamela Milton, et son amie Kayla, mais Sebastian montre une certaine ingratitude et Eugene le frappe, ce qui entraîne son emprisonnement. Lance offre alors à Eugene la liberté et l'aide pour sa communauté s'il dévoile l'emplacement d'Alexandria.
Pendant ce temps, les Faucheurs sont de plus en plus frustrés de ne pas pouvoir trouver le groupe de Maggie. Daryl et Leah trouvent une famille dans les bois, et Leah refuse de les tuer malgré les ordres de Pope.

### Épisode 8:Offensive
- États-Unis : 10 octobre 2021 sur AMC
- France : 
  - 11 octobre 2021 sur OCS Choc (en VOSTFr)
  - décembre 2021 sur OCS Choc (en VF)
- Belgique :
  - 11 octobre 2021 sur Disney+ (en VOSTFr)
  - 11 octobre 2021 sur Be Séries (en VOSTFr)

- États-Unis : 1,91 million de téléspectateurs[9] (première diffusion)

- Zac Zedalis (Boone)
- Eric LeBlanc (Powell)
- Robert Hayes (Paul Wells)
- Lex Lauletta (Austin)
- Dane Davenport (Ancheta)

Une tempête assiégeant Alexandria fait tomber certains murs de l'enceinte et le moulin est en feu. Les survivants se séparent en plusieurs groupes pour lutter contre les rôdeurs, éteindre le moulin et reconstruire le mur. Judith et Gracie se retrouvent coincées dans une cave en train d'être envahie par l'eau.

### Épisode 9:Pas le choix
- États-Unis : 20 février 2022 sur AMC
- France : 
  - 21 février 2022 sur OCS Choc (en VOSTFr)
  - 1er mai 2022 sur OCS Choc (en VF)
- Belgique :
  - 21 février 2022 sur Disney+ (en VOSTFr)
  - 5 avril 2022 sur Disney+ (en VF)
  - 21 février 2022 sur Be Séries (en VOSTFr)
  - 24 avril 2022 sur Be Séries (en VF)

- États-Unis : 1,76 million de téléspectateurs (première diffusion)

### Épisode 10:Nouveaux repaires
- États-Unis : 27 février 2022 sur AMC
- France : 
  - 28 février 2022 sur OCS Choc (en VOSTFr)
  - 1er mai 2022 sur OCS Choc (en VF)
- Belgique :
  - 28 février 2022 sur Disney+ (en VOSTFr)
  - 5 avril 2022 sur Disney+ (en VF)
  - 28 février 2022 sur Be Séries (en VOSTFr)

- États-Unis : 1,60 million de téléspectateurs (première diffusion)

### Épisode 11:Transfuges
- États-Unis : 6 mars 2022 sur AMC
- France : 
  - 7 mars 2022 sur OCS Choc (en VOSTFr)
  - 8 mai 2022 sur OCS Choc (en VF)
- Belgique : 
  - 7 mars 2022 sur Disney+ (en VOSTFr)
  - 5 avril 2022 sur Disney+ (en VF)
  - 7 mars 2022 sur Be Séries (en VOSTFr)
  - 24 avril 2022 sur Be Séries (en VF)

- États-Unis : 1,67 million de téléspectateurs (première diffusion)

### Épisode 12:Les Chanceux
- États-Unis : 13 mars 2022 sur AMC
- France : 
  - 14 mars 2022 sur OCS Choc (en VOSTFr)
  - 8 mai 2022 sur OCS Choc (en VF)
- Belgique :
  - 14 mars 2022 sur Disney+ (en VOSTFr)
  - 5 avril 2022 sur Disney+ (en VF)
  - 14 mars 2022 sur Be Séries (en VOSTFr)
  - 24 avril 2022 sur Be Séries (en VF)

- États-Unis : 1,58 million de téléspectateurs (première diffusion)

La femme avec qui Eugene parlait à la radio se présente à Eugene sous le nom de Max Mercer, qui utilisait le nom de sa mère comme nom de code. Même si elle voulait rencontrer Eugene, une fois que son frère Mercer en a eu vent, il l'a dissimulé lorsque Lance a également été alerté de sa violation du protocole de communication et s'est forcée à rester silencieuse en voyant Eugene avec Shira. Eugene s'en va parce qu'il est trop blessé, mais finit par se réconcilier avec Max et le couple exprime un intérêt persistant l'un pour l'autre.
Pendant ce temps, Pamela fait le tour des colonies de la Coalition et n'est pas impressionnée d'apprendre qu'Alexandria est tombée plus d'une fois. Elle échange avec Daryl sur Deanna Monroe, l’ancienne cheffe d’Alexandria, qu’elle connaissait avant la chute du monde. Après avoir rencontré Oceanside, Pamela se rend à la Colline où elle débat avec Maggie de leurs différents styles de leadership et formes de gouvernement. Maggie se méfie du Commonwealth et refuse d'accepter leur aide, à la frustration de plusieurs habitants de la Colline qui décident d'aller rejoindre le Commonwealth. Lance est également frustré par la décision de Maggie mais insiste auprès d'Aaron sur le fait qu'il persévérera, cherchant à renforcer son pouvoir pour sortir de l’autorité de Pamela. 

### Épisode 13:Chefs de guerre
- États-Unis : 20 mars 2022 sur AMC
- France : 
  - 21 mars 2022 sur OCS Choc (en VOSTFr)
  - 15 mai 2022 sur OCS Choc (en VF)
- Belgique :
  - 21 mars 2022 sur Disney+ (en VOSTFr)
  - 10 mai 2022 sur Disney+ (en VF)
  - 21 mars 2022 sur Be Séries (en VOSTFr)
  - 24 avril 2022 sur Be Séries (en VF)

- États-Unis : 1,79 million de téléspectateurs (première diffusion)

### Épisode 14:Pourri en son sein
- États-Unis : 27 mars 2022 sur AMC
- France : 
  - 28 mars 2022 sur OCS Choc (en VOSTFr)
  - 15 mai 2022 sur OCS Choc (en VF)
- Belgique :
  - 28 mars 2022 sur Disney+ (en VOSTFr)
  - 10 mai 2022 sur Disney+ (en VF)
  - 28 mars 2022 sur Be Séries (en VOSTFr)
  - 25 avril 2022 sur Be Séries (en VF)

- États-Unis : 1,55 million de téléspectateurs (première diffusion)

### Épisode 15:Confiance
- États-Unis : 3 avril 2022 sur AMC
- France : 
  - 4 avril 2022 sur OCS Choc (en VOSTFr)
  - 22 mai 2022 sur OCS Choc (en VF)
- Belgique :
  - 4 avril 2022 sur Disney+ (en VOSTFr)
  - 10 mai 2022 sur Disney+ (en VF)
  - 4 avril 2022 sur Be Séries (en VOSTFr)
  - 25 avril 2022 sur Be Séries (en VF)

- États-Unis : 1,67 million de téléspectateurs (première diffusion)

### Épisode 16:Catastrophes naturelles
- États-Unis : 10 avril 2022 sur AMC
- France : 
  - 11 avril 2022 sur OCS Choc (en VOSTFr)
  - 22 mai 2022 sur OCS Choc (en VF)
- Belgique :
  - 11 avril 2022 sur Disney+ (en VOSTFr)
  - 10 mai 2022 sur Disney+ (en VF)
  - 11 avril 2022 sur Be Séries (en VOSTFr)
  - 25 avril 2022 sur Be Séries (en VF)

- États-Unis : 1,61 million de téléspectateurs (première diffusion)

### Épisode 17:Confinement
- États-Unis : 2 octobre 2022 sur AMC
- France : 
  - 3 octobre 2022 sur OCS Choc (en VOSTFr)
- Belgique :
  - 3 octobre 2022 sur Disney+ (en VOSTFr)
  - 27 octobre 2022 sur Disney+ (en VF)
  - 3 octobre 2022 sur Be Séries (en VOSTFr)
  - 27 novembre 2022 sur Be Séries (en VF)

- États-Unis : 1,19 million de téléspectateurs (première diffusion)

### Épisode 18:Un nouveau pacte
- États-Unis : 9 octobre 2022 sur AMC
- France : 
  - 10 octobre 2022 sur OCS Choc (en VOSTFr)
- Belgique :
  - 10 octobre 2022 sur Disney+ (en VOSTFr)
  - 9 novembre 2022 sur Disney+ (en VF)
  - 10 octobre 2022 sur Be Séries (en VOSTFr)
  - 27 novembre 2022 sur Be Séries (en VF)

- États-Unis : 1,35 million de téléspectateurs (première diffusion)

### Épisode 19:Un variant
- États-Unis : 16 octobre 2022 sur AMC
- France : 
  - 17 octobre 2022 sur OCS Choc (en VOSTFr)
- Belgique :
  - 17 octobre 2022 sur Disney+ (en VOSTFr)
  - 14 novembre 2022 sur Disney+ (en VF)
  - 17 octobre 2022 sur Be Séries (en VOSTFr)
  - 27 novembre 2022 sur Be Séries (en VF)

### Épisode 20:Ce qu'on a perdu
- États-Unis : 23 octobre 2022 sur AMC
- France : 
  - 24 octobre 2022 sur OCS Choc (en VOSTFr)
- Belgique :
  - 24 octobre 2022 sur Disney+ (en VOSTFr)
  - 14 novembre 2022 sur Disney+ (en VF)
  - 24 octobre 2022 sur Be Séries (en VOSTFr)
  - 27 novembre 2022 sur Be Séries (en VF)

### Épisode 21:Avant-poste 22
- États-Unis : 30 octobre 2022 sur AMC
- France : 
  - 31 octobre 2022 sur OCS Choc (en VOSTFr)
- Belgique :
  - 31 octobre 2022 sur Disney+ (en VOSTFr)
  - 29 novembre 2022 sur Disney+ (en VF)
  - 31 octobre 2022 sur Be Séries (en VOSTFr)
  - 27 novembre 2022 sur Be Séries (en VF)

### Épisode 22:Foi
- États-Unis : 6 novembre 2022 sur AMC
- France : 
  - 7 novembre 2022 sur OCS Choc (en VOSTFr)
- Belgique :
  - 7 novembre 2022 sur Disney+ (en VOSTFr)
  - 8 décembre 2022 sur Disney+ (en VF)
  - 7 novembre 2022 sur Be Séries (en VOSTFr)
  - 28 novembre 2022 sur Be Séries (en VF)

### Épisode 23:La Famille
- États-Unis : 13 novembre 2022 sur AMC
- France : 
  - 14 novembre 2022 sur OCS Choc (en VOSTFr)
- Belgique :
  - 14 novembre 2022 sur Disney+ (en VOSTFr)
  - 8 décembre 2022 sur Disney+ (en VF)
  - 14 novembre 2022 sur Be Séries (en VOSTFr)
  - 28 novembre 2022 sur Be Séries (en VF)

### Épisode 24:Repose en paix
- États-Unis : 20 novembre 2022 sur AMC
- France : 
  - 21 novembre 2022 sur OCS Choc (en VOSTFr)
- Belgique :
  - 21 novembre 2022 sur Disney+ (en VOSTFr)
  - 28 novembre 2022 sur Disney+ (en VF)
  - 21 novembre 2022 sur Be Séries (en VOSTFr)
  - 28 novembre 2022 sur Be Séries (en VF)

Jules est dévorée tandis qu'elle lutte contre la horde pendant que Luke est mortellement mordu et meurt peu de temps après. Rosita, Gabriel et Eugene réussissent à sauver Coco, mais Rosita est mordue à l'épaule gauche, ce qu'elle cache aux autres. Judith est emmenée dans une maison sûre où elle est soignée par Tomi. Elle révèle à Daryl et Carol que Michonne était partie à la recherche de Rick le sachant encore vivant. Princesse et Max font sortir Mercer qui mène ses hommes et les forces de la coalition affronter Pamela alors qu'elle se barricade dans le Domaine. Laissant les autres, Negan et Maggie se postent en hauteur pour abattre Pamela avec un fusil de précision. Alors que les personnes à l'extérieur sont sur le point d'être dévorées, Daryl prononce un discours entraînant qui pousse les hommes de Pamela à se retourner contre elle et à permettre à tout le monde d'entrer. Mercer arrête Pamela pour ses crimes. Reconnaissant Lance parmi la horde massée à la grille, cette dernière s'approche de lui, prête à se laisser dévorer. mais sachant que la prison est le pire sort pour Pamela, Maggie tue Lance et la sauve. Unis et rejoints par Aaron, Lydia, Jerry et Elijah, tout le monde élabore un plan pour attirer la horde dans le Domaine et la faire exploser, la détruisant ainsi et sauvant le Commonwealth. Dans la foulée, Rosita succombe paisiblement à sa morsure tandis que Negan s'excuse auprès de Maggie qui est incapable de lui pardonner, mais décide d'essayer de dépasser sa colère.